# Гримальди, Лука
Лука Гримальди (итал. Luca Grimaldi; Генуя,1675 — Генуя, 1750) — дож Генуэзской республики.

## Биография
Родился в Генуе в 1675 году, его старший брат Антонио Чеба Гримальди II также был дожем. В молодости служил на различных государственных должностях.
Был избран дожем 22 января 1728 года, 149-м в истории Генуи, став одновременно королём Корсики. Во время его правления велись общественные работы, в частности, была модернизирована система водоснабжения Генуи. Дожу пришлось иметь дело с тремя вооруженными конфликтами: вступлением генуэзских солдат в Сан-Ремо, на территорию маркизата Финале и острова Корсика. В случае с усмирением корсиканцев, более 40 лет боровшихся за независимость, он инициировал политику репрессий и "железной руки", чем только подпитывал сепаратизм островитян. Это вызвало споры в среде генуэзской элиты, часть которой стала высказываться за мирное разрешение конфликта на Корсике и критиковать дожа.
Его мандат завершился 22 января 1730 года, после чего он, вероятно, занимал государственные должности в структуре управления Республикой.
Он умер в Генуе в 1750 году и был похоронен в аббатстве Сан-Николо-дель-Боскетто.